# Atissa
Atissa Haliday, 1837 è un genere di insetti della famiglia Ephydridae (Diptera: Schizophora).

## Morfologia
Gli adulti hanno antenne con arista pettinata. Chetotassi con almeno la setola fronto-orbitale reclinata e le setole ocellari ben sviluppate e setole facciali allineate ai margini della faccia su due serie verticali simmetriche e parallele alle parafacce. La vitta frontale, gran parte della faccia e le parafacce sono invece prive di setole. Carena facciale poco pronunciata, gene strette e margine posteriore delle postgene con profilo arrotondato.
Ali con apice acuto, alla terminazione del terzo ramo della radio (R4+5), e venatura alare con costa lunga, estesa fino alla terminazione della media.

## Sistematica
Incluso nella tribù degli Atissini, il genere apparteneva in passato alla vecchia sottofamiglia delle Psilopine, ma nelle classificazioni più recenti, Atissa e gli Atissini sono inseriti nella sottofamiglia delle Hydrelliinae.
Fino agli anni novanta, dal genere Atissa si manteneva distinto il genere Pelignellus Sturtevant & Wheeler, 1954, comprendente due specie, P. subnudus Sturtevant & Wheeler, 1954, e P. lituscolus Miyagi, 1977. Mathis & Zatwarnicki (1990) spostarono la specie tipo (P. subnudus) nel genere Atissa con il nome Atissa subnuda e pertanto Pelignellus a sinonimo. Successivamente, Zatwarnicki (1991) spostò P. lituscolus nel genere Cerobothrium con il nome C. lituscolum.
Dagli anni novanta, Pelignellus è pertanto sinonimo minore di Atissa, ma il BioSystematic Database of World Diptera riporta ancora come valido Pelignellus con le due specie menzionate.

## Distribuzione e habitat
Malgrado il limitato numero di specie, Atissa è un genere di ampia distribuzione, in quanto rappresentato in tutte le regioni zoogeografiche ad eccezione dell'ecozona orientale.

## Tassonomia
Sono 13 le specie attribuite a questo genere, secondo quanto riportato dal BioSystematic Database of World Diptera:
- Atissa acrostichalis Becker, 1903: PA
- Atissa antennalis Aldrich, 1931: AU
- Atissa hepaticoloris Becker, 1903: PA
- Atissa kairensis Becker, 1903: AF PA
- Atissa kerteszi Papp, 1974: PA
- Atissa limosina Becker, 1896: PA
- Atissa litoralis (Cole, 1912): NE
- Atissa luteipes Cresson, 1944: NT
- Atissa mimula Cresson, 1931: NT
- Atissa oahuensis Cresson, 1948: AU
- Atissa pygmaea (Haliday, 1833): NE (=A. atlantica Cresson, 1926, Parephydra humilis Coquillett, 1902)
- Atissa subnuda (Sturtevant & Wheeler, 1954): NE (=Pelignellus subnudus Sturtevant & Wheeler, 1954)
- Atissa suturalis Cresson, 1929: AU

Specie di grande diffusione è Atissa pygmaea, un moscerino bianco lungo circa un millimetro e di aspetto pruinoso, presente in tutta la regione oloartica e con estensione fino alle regioni neotropicale e afrotropicale.
In Europa sono segnalate cinque specie: A. hepaticoloris, A. kairensis, A. kerteszi, A. limosina e A. pygmaea. Tre di queste sono presenti anche in Italia: A. hepaticoloris, A. limosina, A. pygmaea. La prima è assente in Sardegna e Sicilia, la seconda è assente in Sicilia.